# No. 2 Operational Conversion Unit RAAF

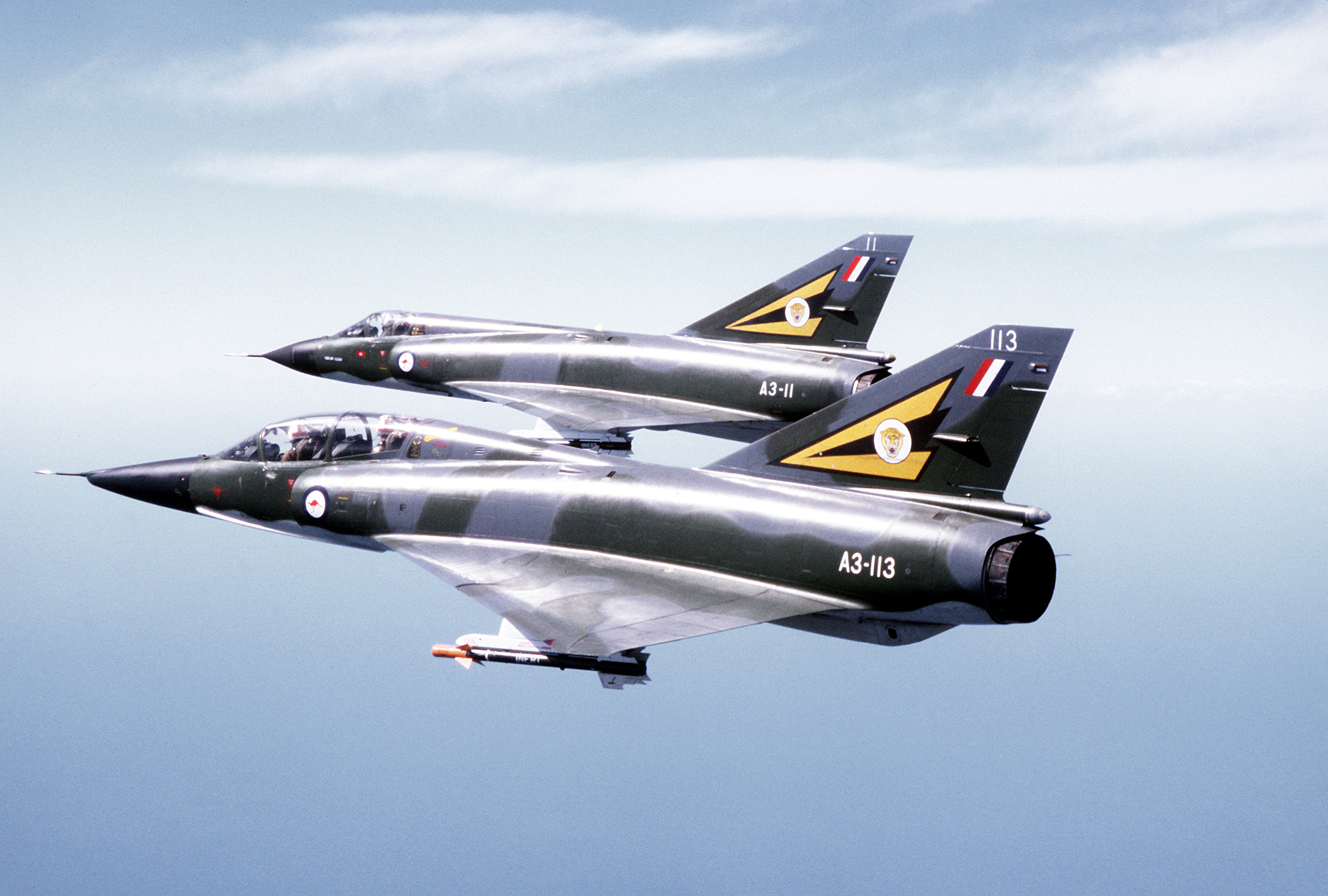
Mirage III D (primer plano) y Mirage III El avión de No. 2 Unidad de Conversión Operativa RAAF en vuelo durante un ejercicio combinado de Estados Unidos - Fuerza Aérea Australiana, Consorte del Pacífico.

La unidad de conversión operacional Núm. 2 (Núm. 2 UCO) es una unidad de entrenamiento de caza bombarderos de la Real Fuerza Aérea Australiana. Localizada en la base Williamtown de la RAAF, en Nueva Gales del Sur, la unidad entrena a los pilotos en el manejo del McDonnell Douglas F/A-18 Hornet, lleva a cabo cursos de refresco para pilotos que vuelven a la unidad, y entrena a futuros instructores del Hornet. 
Los pilotos que nunca han pilotado el F-18 entran en la unidad después de ser admitidos para volar jets de combate en el Escuadrón 79, y de llevar a cabo una instrucción inicial de combate en el escuadrón 76. Una vez aptos para pilotar el F/A-18 son asignados a una de las unidades operacionales del Hornet del Ala 81, que pueden ser el escuadrón nº3, el º75 o el nº77.
- Datos: Q7043337
- Multimedia: No. 2 Operational Conversion Unit RAAF / Q7043337